# Nanoelectrónica
La nanoelectrónica se refiere al uso de la nanotecnología en componentes electrónicos, especialmente en transistores. Aunque el término nanotecnología se usa normalmente para definir la tecnología de menos de 100 nm de tamaño, la nanoelectrónica se refiere, a menudo, a transistores de tamaño tan reducido que se necesita un estudio más exhaustivo de las interacciones interatómicas y de las propiedades mecánico-cuánticas. Es por ello que transistores actuales (como por ejemplo CMOS90 de TSMC o los procesadores Pentium 4 de Intel), no son listados en esta categoría, a pesar de contar con un tamaño menor que 90 o 65 nm.
A los dispositivos nanoelectrónicos se les considera una tecnología disruptiva ya que los ejemplos actuales son sustancialmente diferentes que los transistores tradicionales. Entre ellos, cabe destacar la electrónica de semiconductores de moléculas híbridas, nanotubos / nanohilos de una dimensión o la electrónica molecular avanzada.
El sub-voltaje y la nanoelectrónica de sub-voltaje profundo son campos específicos e importantes de I+D, y la aparición de nuevos circuitos integrados operando a un nivel de consumo energético por procesamiento de un bit próximo al teórico (fundamental, tecnológico, diseño metodológico, arquitectónico, algorítmico) es inevitable. Una aplicación de importancia que pueda beneficiarse finalmente de esta tecnología, en lo referente a operaciones lógicas, es la computación reversible.
Aunque todas estas actividades son muy prometedoras aún están bajo desarrollo y no van a estar disponibles en el mercado en un futuro próximo. Por ejemplo, se estima que el proceso de reducción de transistores de 22 nm a 16 nm será de 6 años, en vez de 2 como habitualmente se tarda en reducir. Puesto que el silicio no opera bien a menos de 22 nm, tiene que investigarse otro método como uso de grafeno o High-K.[cita requerida]

## Acercamientos a la nanoelectrónica

### Nanofabricación
Por ejemplo, transistor de un electrón (basado en el principio de bloqueo de Coulomb), que involucran la operación de un transistor con un único electrón. Los sistemas nanoelectromecánicos también pertenecen a esta categoría.
La nanofabricación puede ser usada para fabricar vectores paralelos de nanohilos ultradensos, como una alternativa a la síntesis individual de nanohilos.

### Electrónica de nanomateriales
Además de ser diminutos y permitir a un mayor número de transistores ser agrupados en un único chip, la estructura uniforme y simétrica de los nanotubos permite una mayor movilidad de electrones, una constante dieléctrica mayor (mayor frecuencia) y una característica simétrica electrón/hueco.
Las nanopartículas también pueden usarse como punto cuántico.

### Electrónica molecular
Los dispositivos unimoleculares son una posibilidad adicional. Estas estructuras harían un uso importante de autoensamblaje molecular, diseñando los subcomponentes para la construcción de una estructura mayor o incluso un sistema completo por sí solo. Esto puede ser muy útil para computación reconfigurable, y podría incluso reemplazar la tecnología actual de FPGA.
La electrónica molecular es una nueva tecnología que se encuentra en su fase inicial, pero es alentadora para la consecución de verdaderos sistemas de electrónica molecular en el futuro. Una de las aplicaciones de electrónica molecular más prometedoras fue propuesta por Ari Aviram, investigador de IBM, y por Mark Ratner, químico teórico en sus publicaciones de 1974 y 1988 Molecules for Memory, Logic and Amplification (al español, Moléculas para Memoria, Lógica y Amplificación).
Este es un de los múltiples caminos en los que un diodo / transistor a nivel molecular podría sintetizarse por la química orgánica. Se ha propuesto un sistema modelo con una estructura de carbón spiro con un diodo molecular de una longitud a lo largo de aproximadamente medio nanómetro, que podría conectarse con cables moleculares de politiofeno. Cálculos teóricos mostraron que el diseño es, en principio, válido y que hay esperanzas de que un sistema así pueda funcionar.

### Otras aproximaciones
La tecnología nanoiónica estudia el transporte de iones en lugar de electrones en sistemas a nanoescala. 
La tecnología nanofotónica estudia el comportamiento de luz a nanoescala, desarrollando dispositivos que se basen en este comportamiento.

## Dispositivos nanoelectrónicos

### Radios
Se han desarrollado nanoradios basados en nanotubos de carbono.

### Computadores
La nanoelectrónica promete ayudar a crear CPUs más potentes que los que puedan fabricarse con técnicas de fabricación de circuitos integrados convencionales. Actualmente se están investigando una seria de posibilidades incluyendo nuevas formas de nanolitografía, así como el uso de nanomateriales tales como nanohilos o pequeñas moléculas, en lugar de los tradicionales componentes de tecnología CMOS. Los transistores de efecto campo han hecho uso de ambos, semiconductores de nanotubos de carbono y semiconductores de nanohilos heteroestructurados.

### Producción energética
Se está investigando la posibilidad de usar nanocables y otros materiales a nanoescala con la esperanza de crear células solares más baratas y eficientes que las que son posibles con células solares planas de silicio. Se da por hecho que una tecnología solar más eficiente sería de gran importancia para satisfacer las necesidades globales de energía.
También se está investigando la producción energética para dispositivos que operarían in vivo, denominados bio-nano generadores.

### Diagnosis médica
Hay un enorme interés en crear dispositivos nanoeléctricos que puedan detectar concentraciones de biomoleculas en tiempo real para su uso en la diagnosis médica, es por ello por lo que surge el concepto de nanomedicina.  
Una línea paralela de investigación persigue la creación de dispositivos nanoelectrónicos que puedan interactuar con células individuales para su uso en la investigación biológica básica.  
A estos dispositivos se les denomina nanosensores. Una miniturización a esta escala respecto a sensores proteomicos 'in vivo permitiría nuevos avances en el seguimiento de la salud y en tecnologías militares y de vigilancia.

### En español
- Nuevos retos del futuro tecnologico La nano electrónica y el auto ensamblaje
- Artículo sobre nanoeléctronica en nanotecnologica.com

### En inglés
- Instituto virtual de Spin Electronics
- Página sobre electrónica de nanotubos de carbono con protección individual en nanoelectrónica
- Página web de nanoelectrónica e investigación avanzada de VLSI
- Página web de la unidad de Nanoelectrónica de la Comisión Europea, DG INFSO
- Nanoelectrónica en la página de UnderstandingNano
- Nanoelectronics - PhysOrg
- Esta obra contiene una traducción  derivada de «nanoelectronics» de Wikipedia en inglés, publicada por sus editores bajo la Licencia de documentación libre de GNU y la Licencia Creative Commons Atribución-CompartirIgual 4.0 Internacional.

- Datos: Q1479544
- Multimedia: Nanoelectronics / Q1479544